# Вовк Ганна Іванівна
Га́нна Іва́нівна Вовк (7 серпня 1918 , Великий Глибочок, Тернопільський повіт, Королівство Галичини та Володимирії, Австро-Угорщина  — невідомо ) — український державний діяч. Депутат Верховної Ради УРСР першого скликання (1940–1947).

## Біографія
Народилася 7 серпня 1918 року в селі Великий Глибочок, нині Тернопільський район, Тернопільська область, Україна у бідній селянській родині. Закінчила гімназію.
З вересня 1939 року працювала вчителькою сільської середньої школи в селі Великий Глибочок Тернопільської області.
1940 року була обрана депутатом Верховної Ради УРСР першого скликання по Золожцівському виборчому округу № 373 Тарнопільської області.
Станом на квітень 1945 року:
|  | Тепер хора і невсилі виконувати жодної праці. |